# Trioxys inulaecola
Trioxys inulaecola är en stekelart som beskrevs av Jaroslav Stary och Remaudiere 1987. Trioxys inulaecola ingår i släktet Trioxys och familjen bracksteklar. Inga underarter finns listade i Catalogue of Life.